# Petr Vrána
Petr Vrána (ur. 29 marca 1985 w Šternberku) – czeski hokeista, reprezentant Czech.

## Kariera
- HC Ołomuniec U18 (1999-2001)
- HC Hawierzów U18 (2001)
- HC Hawierzów U20 (2001-2002)
- HC Hawierzów (2002)
- Halifax Mooseheads (2002-2005)
- Albany River Rats (2005-2006)
- Lowell Devils (2006-2009)
- New Jersey Devils (2008-2009)
- HC Vítkovice (2009-2011)
- Amur Chabarowsk (2011-2012)
- HC Lev Praga (2012-2014)
- Atłant Mytiszczi (2014)
- Ak Bars Kazań (2014-2015)
- Brynäs (2015-2016)
- Sparta Praga (2016-)

Wychowanek klubu HC Šternberk. Od maja 2012 zawodnik HC Lev Praga związany dwuletnią umową. Od lipca 2014 zawodnik Atłanta Mytiszczi. Od połowy grudnia zawodnik Ak Barsu Kazań. Od lipca 2015 do marca 2016 zawodnik Brynäs. Od maja 2016 zawodnik Sparty Praga.
Uczestniczył w turniejach mistrzostw świata w 2013, 2017.

## Sukcesy i osiągnięcia
Reprezentacyjne
- Brązowy medal mistrzostw świata juniorów do lat 20: 2005

Klubowe
- Srebrny medal mistrzostw Czech: 2010, 2011
- Finał KHL o Puchar Gagarina: 2014 z HC Lev Praga, 2015 z Ak Barsem Kazań
- Srebrny medal mistrzostw Rosji: 2015 z Ak Barsem Kazań

Indywidualne
- QMJHL i CHL 2002/2003:
  - Michel Bergeron Trophy - nagroda dla najlepszego ofensywnego pierwszoroczniaka sezonu QMJHL
  - Coupe RDS - nagroda dla najlepszego pierwszoroczniaka sezonu QMJHL
  - Skład gwiazd CHL
  - CHL Top Prospects Game
- AHL (2007/2008): Mecz Gwiazd AHL